# Kantonale Volksabstimmung «Transfer Klinik Allerheiligenberg»
Die Kantonale Volksabstimmung «Transfer Klinik Allerheiligenberg» war eine Volksabstimmung im Schweizer Kanton Solothurn, die am 26. September 2010 stattfand. Inhalt der Abstimmung war die Schliessung der Klinik Allerheiligenberg und der Transfer der Patienten zu anderen Spitälern.

## Hintergründe und Inhalt
Die Schliessung der 1910 erbauten Höhenklinik Allerheiligenberg wurde bereits seit den 1970er Jahren thematisiert. Bereits in den Jahren 1995 und 1999 fanden kantonale Volksabstimmungen über eine Schliessung statt, die beide jedoch abgelehnt wurden (1999 mit einem Nein-Anteil von 63,6 %).
Seit 2006 gehört die Klinik Allerheiligenberg zur Klinikgruppe Solothurner Spitäler. Diese setzte sich seither weiter um eine Schliessung und die Auslagerung in ihre andere Spitäler ein, um Kosten zu sparen und Synergien zu nutzen. So errechnete man sich eine jährliche Einsparung von 4 Millionen Franken, sollten die rund 74 Patientenplätze auf zwei ihrer anderen Einrichtungen, dem Kantonsspital Olten und der Psychiatrieanstalt Langendorf, transferiert werden können. Unter dieser Argumentation und der zusätzlichen Auflage bei einer Annahme der Vorlage den kantonalen Steuerfuss im Jahr 2011 um ein Prozentpunkt zu senken, kam es am 26. September 2010 zur dritten kantonalen Volksabstimmungen über die Schliessung der Klinik. Zudem wurde im Falle einer Annahme der Vorlage ein Betrag bis zu 4 Millionen Franken zugesichert, um für die Einrichtungen der Klinik Allerheiligenberg eine nachhaltige künftige Nutzung zu finden.

## Abstimmungsergebnis
Mit Ausnahme der beiden Bezirke Gäu und Thal nahmen alle anderen Bezirke des Kantons die Vorlage an. Den höchsten Ja-Stimmen-Anteil erhielt die Vorlage dabei vom Bezirk Dorneck mit 77 %, den tiefsten Ja-Stimmen-Anteil vom Bezirk Thal mit 32 %. Dieser weist auch mit 44,5 % gleichzeitig die höchste Wahlbeteiligung auf. Die Vorlage wurde mit einem Anteil von 57 % Ja-Stimmen bei einer Beteiligung von 38 % angenommen.
| Bezirk      | Stimmbeteiligung | Ja (Prozent) | Nein (Prozent) | Annahme |
| ----------- | ---------------- | ------------ | -------------- | ------- |
| Bucheggberg | 38,3 %           | 65,8 %       | 34,2 %         | Ja      |
| Dorneck     | 36,5 %           | 76,7 %       | 23,3 %         | Ja      |
| Gäu         | 38,5 %           | 42,6 %       | 57,4 %         | Nein    |
| Gösgen      | 36,3 %           | 55,3 %       | 44,7 %         | Ja      |
| Lebern      | 35,6 %           | 57,4 %       | 42,6 %         | Ja      |
| Olten       | 39,7 %           | 51,6 %       | 48,4 %         | Ja      |
| Solothurn   | 37,8 %           | 72,7 %       | 27,3 %         | Ja      |
| Thal        | 44,5 %           | 32,1 %       | 67,9 %         | Nein    |
| Thierstein  | 33,8 %           | 57,1 %       | 42,9 %         | Ja      |
| Wasseramt   | 37,7 %           | 60,3 %       | 39,7 %         | Ja      |
| Total (10)  | 37,9 %           | 56,5 %       | 43,5 %         | Ja      |

## Initiativstext
Kantonsratsbeschluss vom 23. Juni 2010, Nr. SGB 038a/2010
Transfer Klinik Allerheiligenberg
Der Kantonsrat von Solothurn, gestützt auf § 18 Absatz 1 des Spitalgesetzes 12), nach Kenntnisnahme von Botschaft
und Entwurf des Regierungsrates vom 16. März 2010 (RRB Nr. 2010/475), beschliesst:
1. Der Spitalbetrieb solothurnische Höhenklinik Allerheiligenberg wird aufgehoben und
dessen medizinisches Angebot an andere Standorte der Solothurner Spitäler AG transferiert.
2. Dieser Beschluss unterliegt dem obligatorischen Referendum.